# Moneilema variolare
Moneilema variolare är en skalbaggsart som beskrevs av Thomson 1867. Moneilema variolare ingår i släktet Moneilema och familjen långhorningar. Inga underarter finns listade i Catalogue of Life.